# ペトロジーノ
ペトロジーノ（イタリア語: Petrosino）は、イタリア共和国シチリア州トラーパニ県にある、人口約8,100人の基礎自治体（コムーネ）。

## 地理

### 位置・広がり
トラーパニ県南西部のコムーネ。

#### 隣接コムーネ
隣接するコムーネは以下の通り。
- マルサーラ
- マツァーラ・デル・ヴァッロ